# Giorgio Cristallini
Giorgio Cristallini (Perugia, 26 giugno 1921 – Tavernelle, 2 dicembre 1999) è stato un regista e sceneggiatore italiano.

## Biografia
Inizia a lavorare nel mondo del cinema all'inizio degli anni quaranta, come assistente di Goffredo Alessandrini, occupandosi successivamente anche di montaggio e assistenza alla produzione per conto della Vides di Franco Cristaldi. È conosciuto anche con lo pseudonimo di George Warner.
È del 1949 il suo primo film come regista; poi sarà anche sceneggiatore e regista di seconde unità nel periodo dei film in costume e western.
Muore a Tavernelle, dove si era ritirato, nel 1999.

## Filmografia

### Regista
- Giudicatemi (1949)
- Operazione Mitra (1951)
- La prigioniera di Amalfi (1954)
- Assi alla ribalta, co-regia di Ferdinando Baldi (1954)
- Accadde tra le sbarre (1955)
- I quattro pistoleri di Santa Trinità (1971)
- Sei iellato, amico hai incontrato Sacramento (1972)
- I gabbiani volano basso (1977)
- Let's go crazy (1988)

### Sceneggiatore
- Le legioni di Cleopatra, regia di Vittorio Cottafavi (1959)
- Ercole, Sansone, Maciste e Ursus gli invincibili, regia di Giorgio Capitani (1964)
- La bambola di Satana, regia di Ferruccio Casapinta (1969)
- L'amica di mia madre, regia di Mauro Ivaldi (1975)
- La bravata, regia di Roberto Bianchi Montero (1977)
- La sorprendente eredità del tontodimammà, regia di Roberto Bianchi Montero (1977)

### Aiuto regista
- Finalmente sì, regia di László Kish (1943)

### Attore
- Quella piccola differenza, regia di Duccio Tessari (1969)